# Небкара Хети
Небкара Хети — фараон из X (Гераклеопольской) династии.

## Биография
В Туринском царском списке идентифицировать его невозможно. Имя его найдено на надписи на камне в Тэль-эль-Ратабе. Кроме того, фараон Небкара упоминается в «Повести о красноречивом крестьянине», одном из памятников древнеегипетской литературы.
Предположительно он правил в X династии. Хотя он и назван правителем Верхнего и Нижнего Египта, скорее всего, под его властью находилась только часть Египта.